# Limnigraaf
Een limnigraaf is een meetinstrument dat de waterhoogte in een waterloop opmeet. Indien tegelijkertijd ook het debiet in de waterloop wordt bepaald (onder andere door snelheidsmetingen, of een overlaat), is het mogelijk een verband op te stellen tussen de waterhoogte en het debiet. Aangezien een waterhoogte veel eenvoudiger te meten valt dan het debiet, laat dit toe op een snelle (maar eerder ruwe manier) het debiet te bepalen.
Het toestel kan ook gebruikt worden om abnormaal hoge waterstanden die kunnen leiden tot overstromingen op te merken en op te lossen.